# Kreis Glauchau
Der Kreis Glauchau war ein Landkreis im Bezirk Karl-Marx-Stadt der DDR. Von 1990 bis 1994 bestand er als Landkreis Glauchau im Freistaat Sachsen fort. Sein Gebiet liegt heute im Landkreis Zwickau. Der Sitz der Kreisverwaltung befand sich in Glauchau.

## Geographie

### Lage
Der drittkleinste Landkreis im Bezirk Karl-Marx-Stadt lag nördlich von Zwickau und wurde von der Zwickauer Mulde durchflossen.

### Nachbarkreise
Der Kreis Glauchau grenzte im Uhrzeigersinn im Norden beginnend an die Kreise Altenburg, Rochlitz, Karl-Marx-Stadt-Land (bis 1953 und ab 1990 Chemnitz-Land), Hohenstein-Ernstthal, Zwickau-Land, Werdau und Schmölln.

### Naturraum
Die Kreisstadt Glauchau lag in einer Talweitung der Zwickauer Mulde auf der Grenze zwischen dem Mittelsächsischen Lößlehmgebiet im Norden und dem Erzgebirgischen Becken im Süden. So gehörten etwa zwei Drittel des Kreises zu den fruchtbaren Hochflächen Mittelsachsens in 260 bis 300 m Höhe. Im Rümpfwald lag der höchste Punkt des Kreises (340 m). Die Zwickauer Mulde durchfloss in einem 1 bis 2 km breiten Tal den Landkreis von Südosten nach Nordwesten. Bei Wolkenburg lag dort die tiefste Stelle (208 m). Bei Waldenburg begann im tief eingeschnittenen und engen Flusstal der Zwickauer Mulde das »Tal der Burgen« (Waldenburg, Wolkenburg, Rochsburg, Wechselburg, Rochlitz, Colditz). Landschaftsschutzgebiete waren im Muldental und bei Glauchau (Erzgebirgsweg) ausgewiesen.

## Geschichte
Der Kreis Glauchau ging aus der am 1. Januar 1939 in Landkreis Glauchau umbenannten, 1874 gegründeten Amtshauptmannschaft Glauchau hervor. Mit der Kreisreform der DDR am 25. Juli 1952 erfolgte die Bildung der Bezirke und eine Neugliederung der Kreise. Der alte Landkreis Glauchau gab ungefähr die Hälfte seiner Gemeinden ab: 19 im östlichen Teil an den neugebildeten Kreis Hohenstein-Ernstthal und 7 Gemeinden im südlichen Mülsengrund an den neuen Kreis Zwickau-Land. Eine Gemeinde wechselte zum Kreis Werdau, wurde aber von dort noch vor Jahresende zurückgegliedert. Zwei Gemeinden im Norden des Kreises wurden dem Kreis Altenburg angegliedert, von dem sie fast gänzlich umschlossen waren. Im Einzelnen gab der alte Landkreis Glauchau ab:
- 19 Gemeinden an den neuen Kreis Hohenstein-Ernstthal:

Bernsdorf i. Erzgeb., Callenberg b. Waldenburg, Falken, Gersdorf, Grumbach b. Waldenburg, Heinrichsort, Hermsdorf, Hohenstein-Ernstthal, Kuhschnappel, Langenberg, Langenchursdorf, Lichtenstein/Sa., Lobsdorf, Meinsdorf, Oberlungwitz,  Reichenbach b. Waldenburg, Rödlitz und St. Egidien.
- 7 Gemeinden an den neuen Kreis Zwickau-Land:

Mülsen St. Jacob, Mülsen St. Micheln, Mülsen St. Niclas, Niedermülsen, Stangendorf, Thurm und Wulm
- die Gemeinde Waldsachsen an den neuen Kreis Werdau
- die Gemeinden Gähsnitz und Ziegelheim an den neuen Kreis Altenburg im Bezirk Leipzig.

25 Gemeinden aus dem alten Landkreis Glauchau kamen zum neuen Kreis Glauchau:
Dennheritz, Dürrenuhlsdorf, Ebersbach, Glauchau, Kertzsch, Kleinchursdorf, Lipprandis, Meerane, Niederlungwitz, Niederschindmaas, Niederwinkel, Oberwiera, Oberwinkel, Pfaffroda, Reinholdshain, Remse, Schlunzig, Schwaben, Schönberg, Tettau, Voigtlaide, Waldenburg, Weidensdorf, Wernsdorf und Wickersdorf,
und bildeten ergänzt durch
- 4 Gemeinden aus dem alten  Landkreis Rochlitz:

Dürrengerbisdorf, Kaufungen, Uhlsdorf und Wolkenburg/Mulde
den neuen Kreis Glauchau.
Der Kreis Glauchau wurde dem neugebildeten Bezirk Karl-Marx-Stadt zugeordnet, Kreissitz wurde Glauchau.
Durch Umgliederungen über Kreisgrenzen hinweg und Gemeindegebietsveränderungen sank die Zahl der Gemeinden von 29 auf 10 bei Auflösung des Kreises Ende Juli 1994:
- 4. Dezember 1952 Umgliederung von Waldsachsen aus dem Kreis Werdau in den Kreis Glauchau
- 1. Januar 1957 Umgliederung von Köthel aus dem Kreis Schmölln und Niederwiera aus dem Kreis Altenburg in den Kreis Glauchau
- 17. September 1961 Eingliederung von Oberwinkel in Ebersbach
- 17. September 1961 Eingliederung von Kertzsch und Kleinchursdorf in Remse
- 1. März 1964 Eingliederung von Niederwiera und Wickersdorf in Oberwiera
- 1. März 1965 Eingliederung von Köthel in Schönberg
- 1. März 1965 Eingliederung von Dürrengerbisdorf und Uhlsdorf in Wolkenburg/Mulde
- 1. Juli 1969 Eingliederung von Schwaben in Dürrenuhlsdorf
- 1. August 1973 Eingliederung von Niederschindmaas in Dennheritz
- 1. August 1973 Eingliederung von Voigtlaide in Wernsdorf
- 1. Januar 1974 Umgliederung von Dittrich (am 1. Juli 1950 nach Meerane eingemeindet) nach Pfaffroda
- 1. Januar 1974 Eingliederung von Ebersbach in Reinholdshain
- 1. Januar 1974 Eingliederung von Pfaffroda und Tettau in Schönberg
- 1. Januar 1974 Umgliederung von Oberwinkel aus Ebersbach zur Stadt Waldenburg
- 19. Mai 1974 Eingliederung von Lipprandis in die Stadt Glauchau
- 19. Mai 1974 Eingliederung von Waldsachsen in die Stadt Meerane
- 1. Juli 1992 Eingliederung von Niederwinkel in die Stadt Waldenburg
- 1. Januar 1993 Eingliederung von Niederlungwitz, Reinholdshain und Wernsdorf in die Stadt Glauchau
- 1. Januar 1994 Eingliederung von Weidensdorf in Remse
- 1. Januar 1994 Zusammenschluss von Falken, Langenberg und Langenchursdorf zu Chursbachtal
- 1. Januar 1994 Zusammenschluss von Wolkenburg/Mulde und Kaufungen zu Wolkenburg-Kaufungen

Am 17. Mai 1990 wurde der Kreis in Landkreis Glauchau umbenannt. Anlässlich der Wiedervereinigung der beiden deutschen Staaten wurde der Landkreis im Oktober 1990 dem wiedergegründeten Land Sachsen zugeordnet. Im Zuge der ersten sächsischen Kreisreform wurde der Landkreis Glauchau am 1. August 1994 mit dem Landkreis Hohenstein-Ernstthal und Teilen des Landkreises Chemnitz zum Landkreis Chemnitzer Land vereinigt. Dadurch vergrößerte sich das Kreisgebiet erheblich, allerdings kamen auch die beiden bisher zum Landkreis gehörenden Gemeinden Dennheritz und Schlunzig zum Landkreis Zwickauer Land.

### Einwohnerentwicklung
| Jahr      | 1960   | 1971   | 1981   | 1989   |
| Einwohner | 80.775 | 77.518 | 69.679 | 64.527 |

## Wirtschaft
In dem bedeutenden Industrie- und Agrarkreis des Ballungsgebietes Karl-Marx-Stadt-Zwickau hatten Betriebe der Textilindustrie und des Maschinenbaus vorrangig Bedeutung. In Glauchau waren beispielsweise Webereien, Spinnereien, Zwirnereien, Trikotagen- und Textilveredlungswerke ansässig. Hinzu kamen neben Betrieben des Maschinenbaus eine Molkerei und eine Fleischwarenfabrik. Etwa zwei Drittel der Kreisfläche wurden ackerbaulich durch Futterpflanzen- und Getreideanbau genutzt. In Glauchau befand sich eine Milchviehanlage für 2000 Kühe. In Waldenburg hatte ein agrochemisches Zentrum seinen Standort.
Bedeutende Betriebe waren unter anderen:
- VEB Vereinigte Baumwollspinnereien und Zwirnereien, Werk Glauchau
- VEB IFA Karosseriewerke Meerane (hier wurden die Chassis für die Pkw Trabant hergestellt)
- VEB Berliner Werkzeugmaschinenfabrik, BT Glauchau
- VEB Textilwerke Palla Glauchau
- VEB Spinnstoffwerk „Otto Buchwitz“ Glauchau[4] – Herstellung von Chemiefasern (Regan) aus Zellstoff
- VEB Leuchtenbau Meerane
- VEB Dampfkesselbau Meerane
- VEB Weberei Waldenburg

## Verkehr
Das Gebiet des Landkreis Glauchau ist gut an das Verkehrsnetz angebunden. In der ehemaligen Kreisstadt treffen die Bahnstrecke Dresden–Werdau und die Strecken Glauchau–Gößnitz, Glauchau–Stollberg und Glauchau–Waldenburg–Rochlitz–Leipzig zusammen. Im Muldental verläuft die damalige Fernstraße 175 von Döbeln nach Zwickau. Weitere Verkehrsadern sind die Fernverkehrsstraßen F 93 (von Altenburg über Meerane nach Zwickau) und F 180 (von Altenburg über Waldenburg nach Stollberg). Die Autobahn Erfurt-Dresden mit den Anschlussstellen Meerane und Glauchau führt durch den Kreis.

## Bevölkerungsdaten
Bevölkerungsübersicht aller 16 Gemeinden des Kreises, die 1990 in das wiedergegründete Land Sachsen kamen.
| AGS      | Gemeinde           | Einwohner       | Einwohner         | Fläche (ha) |
| AGS      | Gemeinde           | 3. Oktober 1990 | 31. Dezember 1990 | Fläche (ha) |
| 14028010 | Dennheritz         | 1.383           | 1.381             | 1.393       |
| 14028020 | Dürrenuhlsdorf     | 579             | 581               | 903         |
| 14028040 | Glauchau, Stadt    | 25.907          | 25.734            | 2.909       |
| 14028050 | Kaufungen          | 716             | 713               | 737         |
| 14028070 | Meerane, Stadt     | 20.786          | 20.627            | 1.977       |
| 14028080 | Niederlungwitz     | 1.590           | 1.576             | 838         |
| 14028100 | Niederwinkel       | 214             | 215               | 158         |
| 14028110 | Oberwiera          | 1.250           | 1.248             | 1.431       |
| 14028130 | Reinholdshain      | 860             | 859               | 827         |
| 14028140 | Remse              | 1.581           | 1.572             | 1.172       |
| 14028150 | Schlunzig          | 264             | 264               | 253         |
| 14028160 | Schönberg          | 897             | 894               | 1 545       |
| 14028200 | Waldenburg, Stadt  | 4.169           | 4.170             | 1.465       |
| 14028220 | Weidensdorf        | 361             | 364               | 307         |
| 14028230 | Wernsdorf          | 1.152           | 1.140             | 554         |
| 14028240 | Wolkenburg/Mulde   | 1.165           | 1.153             | 967         |
| 14028000 | Landkreis Glauchau | 62.874          | 62.491            | 17.436      |

## Partnerschaft
- Am 3. Oktober 1990 wurde zwischen dem Landkreis Lörrach und dem Landkreis Glauchau ein Partnerschaftsvertrag abgeschlossen.[6]

## Kfz-Kennzeichen
Den Kraftfahrzeugen (mit Ausnahme der Motorräder) und Anhängern wurden von etwa 1974 bis Ende 1990 dreibuchstabige Unterscheidungszeichen, die mit den Buchstabenpaaren TG und XG begannen, zugewiesen. Die letzte an Motorräder vergebene Kennzeichenserie war XT 00-01 bis XT 30-00.
Anfang 1991 erhielt der Landkreis das Unterscheidungszeichen GC. Aufgrund der Kennzeichenliberalisierung ist es seit dem 9. November 2012 im Landkreis Zwickau erhältlich.